# Лысогоря, Анна Гавриловна
Анна Гавриловна Лысогоря — советский хозяйственный деятель, Герой Социалистического Труда.

## Биография
Родилась в 1918 году в селе Николаевка. Член КПСС.
В 1933—1941 гг. — колхозница полеводческой бригады колхоза села Николаевка Ново-Московского района Днепропетровской области Украинской ССР.
Пережила немецко-фашистскую оккупацию.
В 1944—1970 гг. — звеньевая зерноводческого звена колхоза имени Чкалова Ново-Московского района Днепропетровской области
Украинской ССР.
Указом Президиума Верховного Совета СССР от 4 марта 1949 года присвоено звание Героя Социалистического Труда с вручением ордена Ленина и золотой медали «Серп и Молот».
Умерла после 1970 года в селе Николаевка.

## Награды и звания
- Герой Социалистического Труда (04.03.1949)
- Орден Ленина (04.03.1949, 09.06.1950, 29.05.1951)